# Rimantadin
Rimantadin (obchodní název Flumadine) je antivirotikum využívané k léčbě či profylaxi chřipky typu A. Podobně jako amantadin působí na proteinový kanál chřipkových virů, čímž znemožňuje jejich replikaci. Může vzniknout rezistence. Léčbu je třeba zahájit co nejdříve. Nepůsobí na chřipku typu B.